# Evoluti per caso
Evoluti per caso - Sulla rotta di Darwin è un programma televisivo trasmesso sulle reti Rai nell'estate del 2007.
Condotto dalla coppia composta da Syusy Blady e Patrizio Roversi nasce da una costola del programma Velisti per caso. Con la barca Adriatica, già utilizzata per il giro del mondo nel 2004, i due ripercorrono, circumnavigando l'America Latina, le tappe seguite da Charles Darwin nel viaggio che l'ha poi portato a formulare le teoria dell'evoluzione.
La durata del viaggio è di circa 6 mesi durante i quali Adriatica percorrerà 12 tappe che la porteranno dalle isole Galapagos fino in Brasile passando per svariati paesi latino americani tra cui Ecuador, Perù, Cile e Argentina.
Ad ogni tappa la barca ospiterà professori e studenti di svariate Università italiane, che utilizzeranno il periodo a bordo per approfondire alcune tematiche già oggetto di studio nei loro atenei.
Al comando di Adriatica si sono alternati diversi comandanti: Federico Petenella, Filippo Mennuni, e il giovane Damiano Martini, all'epoca solo venticinquenne, che riportò la barca in Italia dal Sud America, risalendo l'Africa.
Il programma ha ricevuto molti consensi, sia da parte del pubblico che della stessa comunità scientifica, tanto da ricevere il prestigioso Premio Capo d'Orlando come miglior attività di divulgazione scientifica televisiva dell'anno.